# Gornja Velešnja
Gornja Velešnja is een plaats in de gemeente Donji Kukuruzari in de Kroatische provincie Sisak-Moslavina. De plaats telt 72 inwoners (2001).